# Arthur P. Bagby

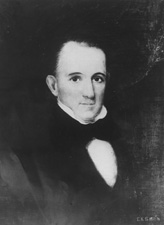
Arthur P. Bagby.

Arthur Pendleton Bagby (1794 — 21 de setembro de 1858) foi um advogado e político dos Estados Unidos. Foi o décimo governador do Alabama entre 1837 a 1841. Nasceu no condado de Louisa, Virgínia, em 1794, fez direito e mudou-se para o Condado de Claiborne, Alabama em 1818, onde teve um escritório de advocacia. Foi admitido para um tribunal em 1819, quando ganhou reputação como advogado criminal.
Foi membro da Câmara dos estadual dos Representantes do Alabama entre 1821 a 1824 e 1834-1836, sendo o representante mais jovem de sempre em 1822 e 1836, e serviu no Senado do estado do Alabama Senado em 1825. Foi membro do Senado dos Estados Unidos entre  21 de novembro de 1841 a 16 de junho de 1848, foi eleito para preencher a vaga causada pela renúncia do senador Clement Comer Clay, renunciou ao senado para se tornar ministro embaixador dos Estados Unidos na Rússia, cargo que ocupou entre 1848 a 1849. Morreu de febre amarela em 1858.